# Mount Hebron
Mount Hebron és una concentració de població designada pel cens dels Estats Units a l'estat de Califòrnia. Segons el cens del 2009 tenia 94 habitants.

## Demografia
Segons el cens del 2000, Mount Hebron tenia 92 habitants, 35 habitatges, i 26 famílies. La densitat de població era de 49,3 habitants/km².
Dels 35 habitatges en un 34,3% hi vivien nens de menys de 18 anys, en un 57,1% hi vivien parelles casades, en un 11,4% dones solteres, i en un 25,7% no eren unitats familiars. En el 25,7% dels habitatges hi vivien persones soles el 5,7% de les quals corresponia a persones de 65 anys o més que vivien soles. El nombre mitjà de persones vivint en cada habitatge era de 2,63 i el nombre mitjà de persones que vivien en cada família era de 3,04.
Per edats la població es repartia de la següent manera: un 26,1% tenia menys de 18 anys, un 9,8% entre 18 i 24, un 34,8% entre 25 i 44, un 18,5% de 45 a 60 i un 10,9% 65 anys o més.
L'edat mediana era de 32 anys. Per cada 100 dones de 18 o més anys hi havia 119,4 homes.
La renda mediana per habitatge era de 22.188 $ i la renda mediana per família de 25.625 $. Els homes tenien una renda mediana de 31.250 $ mentre que les dones 11.250 $. La renda per capita de la població era de 16.556 $. Entorn del 10,5% de les famílies i el 22,5% de la població estaven per davall del llindar de pobresa.

## Poblacions més properes
El següent diagrama mostra les poblacions més properes.